# Kanada az 1960. évi téli olimpiai játékokon
Kanada az egyesült államokbeli Squaw Valleyben megrendezett 1960. évi téli olimpiai játékok egyik részt vevő nemzete volt. Az országot az olimpián 7 sportágban 44 sportoló képviselte, akik összesen 4 érmet szereztek.

## Érmesek
| Érem  | Versenyző | Sportág     | Versenyszám    |
| ----- | --- | ----------- | -------------- |
| Arany | Anne Heggtveit | Alpesisí    | Női műlesiklás |
| Arany | Barbara Wagner Robert Paul | Műkorcsolya | Páros          |
| Ezüst | Nemzeti válogatott Harold Hurley Harry Sinden Jack Douglas Robert Attersley Fred Etcher George Samolenko Donald Charles Head Darryl Sly Ken Laufman Floyd Martin James Connelly Robert Forhan Donald Rope Maurice Benoit Bobby Rousseau Cliff Pennington Robert McKnight | Jégkorong   | Férfi          |
| Bronz | Donald Jackson | Műkorcsolya | Férfi egyéni   |

## Alpesisí
Férfi
| Versenyző       | Versenyszám      | 1. futam | 1. futam | 2. futam | 2. futam | Összesítés | Összesítés |
| Versenyző       | Versenyszám      | Idő      | Hely.    | Idő      | Hely.    | Idő        | Helyezés   |
| --------------- | ---------------- | -------- | -------- | -------- | -------- | ---------- | ---------- |
| Verne Anderson  | Lesiklás         |          |          |          |          | 2:15,9     | 22.*       |
| Verne Anderson  | Műlesiklás       | 1:17,0   | 19.*     | 1:12,3   | 22.      | 2:29,3     | 19.        |
| Verne Anderson  | Óriás-műlesiklás |          |          |          |          | 1:56,1     | 24.        |
| Donald Bruneski | Lesiklás         |          |          |          |          | 2:19,9     | 28.        |
| Donald Bruneski | Műlesiklás       | 1:19,8   | 28.      | 1:13,1   | 24.      | 2:32,9     | 22.        |
| Jean-Guy Brunet | Lesiklás         |          |          |          |          | 2:18,2     | 26.        |
| Jean-Guy Brunet | Műlesiklás       | 1:26,1   | 40.      | 1:31,9   | 36.      | 2:58,0     | 34.*       |
| Jean-Guy Brunet | Óriás-műlesiklás |          |          |          |          | 1:57,7     | 26.        |
| Jean Lessard    | Óriás-műlesiklás |          |          |          |          | 2:04,7     | 31.        |
| Frederick Tommy | Lesiklás         |          |          |          |          | 2:18,4     | 27.        |
| Frederick Tommy | Műlesiklás       | 1:18,4   | 24.      | 1:25,5   | 30.      | 2:43,9     | 25.        |
| Frederick Tommy | Óriás-műlesiklás |          |          |          |          | 2:00,1     | 28.        |

Női
| Versenyző        | Versenyszám      | 1. futam | 1. futam | 2. futam | 2. futam | Összesítés | Összesítés |
| Versenyző        | Versenyszám      | Idő      | Hely.    | Idő      | Hely.    | Idő        | Helyezés   |
| ---------------- | ---------------- | -------- | -------- | -------- | -------- | ---------- | ---------- |
| Elizabeth Greene | Lesiklás         |          |          |          |          | 1:53,3     | 32.        |
| Elizabeth Greene | Műlesiklás       | 1:06,0   | 32.      | 1:04,4   | 25.      | 2:10,4     | 24.        |
| Elizabeth Greene | Óriás-műlesiklás |          |          |          |          | 1:48,4     | 28.        |
| Nancy Greene     | Lesiklás         |          |          |          |          | 1:48,3     | 22.        |
| Nancy Greene     | Műlesiklás       | 1:09,4   | 36.      | 1:08,6   | 30.      | 2:18,0     | 31.        |
| Nancy Greene     | Óriás-műlesiklás |          |          |          |          | 1:47,4     | 26.        |
| Anne Heggtveit   | Lesiklás         |          |          |          |          | 1:42,9     | 12.*       |
| Anne Heggtveit   | Műlesiklás       | 54,0     | 1.       | 55,6     | 2.       | 1:49,6     |            |
| Anne Heggtveit   | Óriás-műlesiklás |          |          |          |          | 1:42,1     | 12.        |
| Nancy Holland    | Lesiklás         |          |          |          |          | 1:45,2     | 17.        |
| Nancy Holland    | Műlesiklás       | 1:01,6   | 22.      | 59,5     | 9.       | 2:01,1     | 12.        |
| Nancy Holland    | Óriás-műlesiklás |          |          |          |          | 1:48,7     | 29.        |

* - egy másik versenyzővel azonos eredményt ért el

## Északi összetett
| Versenyző        | Síugrás  | Síugrás  | Síugrás  | Síugrás  | Síugrás  | Síugrás  | Síugrás | Síugrás | Sífutás   | Sífutás | Sífutás | Összesítés | Összesítés |
| Versenyző        | 1. ugrás | 1. ugrás | 2. ugrás | 2. ugrás | 3. ugrás | 3. ugrás | Össz.   | Össz.   | Sífutás   | Sífutás | Sífutás | Összesítés | Összesítés |
| Versenyző        | Távolság | Pont     | Távolság | Pont     | Távolság | Pont     | Pont    | Hely.   | Idő       | Pont    | Hely.   | Pont       | Helyezés   |
| ---------------- | -------- | -------- | -------- | -------- | -------- | -------- | ------- | ------- | --------- | ------- | ------- | ---------- | ---------- |
| Clarence Servold | 42,5     | 69,5     | 43,5     | (65,0)   | 47,0     | 74,5     | 144,0   | 32.     | 58:49,1   | 238,710 | 2.      | 382,710    | 28.        |
| Irvin Servold    | 48,0     | 85,0     | 53,0     | (84,0)   | 56,5     | 92,5     | 177,5   | 29.     | 1:03:07,3 | 222,065 | 18.     | 399,565    | 25.        |

## Gyorskorcsolya
Férfi
| Versenyző    | Versenyszám | Eredmény | Helyezés |
| ------------ | ----------- | -------- | -------- |
| Larry Mason  | 500 m       | 44,7     | 41.      |
| Larry Mason  | 1500 m      | 2:35,3   | 45.      |
| Larry Mason  | 5000 m      | 9:23,5   | 37.      |
| Ralf Olin    | 500 m       | 43,1     | 30.*     |
| Ralf Olin    | 1500 m      | 2:23,5   | 36.      |
| Ralf Olin    | 5000 m      | 8:36,8   | 28.      |
| Ralf Olin    | 10 000 m    | 17:50,9  | 27.      |
| Johnny Sands | 500 m       | 42,8     | 27.      |
| Johnny Sands | 1500 m      | 2:28,4   | 43.      |

Női
| Versenyző     | Versenyszám | Eredmény | Helyezés |
| ------------- | ----------- | -------- | -------- |
| Margaret Robb | 500 m       | 50,0     | 17.      |
| Margaret Robb | 1000 m      | 1:45,8   | 19.      |
| Margaret Robb | 1500 m      | 2:48,6   | 20.      |
| Margaret Robb | 3000 m      | 5:43,5   | 16.      |
| Doreen Ryan   | 500 m       | 47,7     | 9.       |
| Doreen Ryan   | 1000 m      | 1:38,1   | 13.      |
| Doreen Ryan   | 1500 m      | 2:34,5   | 13.      |
| Doreen Ryan   | 3000 m      | 5:39,7   | 14.      |

* - egy másik versenyzővel azonos eredményt ért el

## Jégkorong
| Kanadai férfi jégkorongcsapat-játékoskeret                                                        | Kanadai férfi jégkorongcsapat-játékoskeret                                                              | Kanadai férfi jégkorongcsapat-játékoskeret                                    |
| ------------------------------------------------------------------------------------------------- | --- | ----------------------------------------------------------------------------- |
| - Robert Attersley - Maurice Benoit - James Connelly - Jack Douglas - Fred Etcher - Robert Forhan | - Donald Charles Head - Harold Hurley - Ken Laufman - Floyd Martin - Robert McKnight - Cliff Pennington | - Donald Rope - Bobby Rousseau - George Samolenko - Harry Sinden - Darryl Sly |

### Eredmények
Csoportkör
A csoport
| Csapat     | M | Gy | D | V | G+ | G– | Gk  | P |
| ---------- | - | -- | - | - | -- | -- | --- | - |
| Kanada     | 2 | 2  | 0 | 0 | 24 | 3  | +21 | 4 |
| Svédország | 2 | 1  | 0 | 1 | 21 | 5  | +16 | 2 |
| Japán      | 2 | 0  | 0 | 2 | 1  | 38 | –37 | 0 |

| 1960. február 19. | Kanada (CAN) | 5 – 2 (2–1, 1–1, 2–0) | Svédország | Squaw Valley |

|  |  |  |  |  |
|  |  |  |  |  |
|  |  |  |  |  |
|  |  |  |  |  |

| 1960. február 20. | Kanada (CAN) | 19 – 1 (5–0, 7–1, 7–0) | Japán | Squaw Valley |

|  |  |  |  |  |
|  |  |  |  |  |
|  |  |  |  |  |
|  |  |  |  |  |

Döntő csoportkör
| 1960. február 22. | Kanada (CAN) | 12 – 0 (6–0, 1–0, 5–0) | Egyesült Német Csapat | Squaw Valley |

|  |  |  |  |  |
|  |  |  |  |  |
|  |  |  |  |  |
|  |  |  |  |  |

| 1960. február 24. | Kanada (CAN) | 4 – 0 (3–0, 1–0, 0–0) | Csehszlovákia | Squaw Valley |

|  |  |  |  |  |
|  |  |  |  |  |
|  |  |  |  |  |
|  |  |  |  |  |

| 1960. február 25. | Egyesült Államok (USA) | 2 – 1 (1–0, 1–0, 0–1) | Kanada | Squaw Valley |

|  |  |  |  |  |
|  |  |  |  |  |
|  |  |  |  |  |
|  |  |  |  |  |

| 1960. február 27. | Kanada (CAN) | 6 – 5 (1–4, 1–0, 4–1) | Svédország | Squaw Valley |

|  |  |  |  |  |
|  |  |  |  |  |
|  |  |  |  |  |
|  |  |  |  |  |

| 1960. február 28. | Kanada (CAN) | 8 – 5 (3–0, 1–3, 4–2) | Szovjetunió | Squaw Valley |

|  |  |  |  |  |
|  |  |  |  |  |
|  |  |  |  |  |
|  |  |  |  |  |

Végeredmény
| Csapat                | M | Gy | D | V | G+ | G– | Gk  | P  |
| --------------------- | - | -- | - | - | -- | -- | --- | -- |
| Egyesült Államok      | 5 | 5  | 0 | 0 | 29 | 11 | +18 | 10 |
| Kanada                | 5 | 4  | 0 | 1 | 31 | 12 | +19 | 8  |
| Szovjetunió           | 5 | 2  | 1 | 2 | 24 | 19 | +5  | 5  |
| Csehszlovákia         | 5 | 2  | 0 | 3 | 21 | 23 | –2  | 4  |
| Svédország            | 5 | 1  | 1 | 3 | 19 | 19 | 0   | 3  |
| Egyesült Német Csapat | 5 | 0  | 0 | 5 | 5  | 45 | –40 | 0  |

| Csapat | Helyezés |
| ------ | -------- |
| Kanada |          |

## Műkorcsolya
| Versenyző                  | Versenyszám  | Kötelező elemek   | Kötelező elemek | Kűr               | Kűr   | Összesítés                     | Összesítés                     | Összesítés                     | Összesítés                     | Összesítés                     | Összesítés                     | Összesítés                     | Összesítés                     | Összesítés                     | Összesítés        | Összesítés        | Összesítés  | Összesítés | Összesítés |
| Versenyző                  | Versenyszám  | Kötelező elemek   | Kötelező elemek | Kűr               | Kűr   | Helyezési pontszámok bírónként | Helyezési pontszámok bírónként | Helyezési pontszámok bírónként | Helyezési pontszámok bírónként | Helyezési pontszámok bírónként | Helyezési pontszámok bírónként | Helyezési pontszámok bírónként | Helyezési pontszámok bírónként | Helyezési pontszámok bírónként | Több. hely. száma | Több. hely. össz. | Hely. össz. | Pont       | Helyezés   |
| Versenyző                  | Versenyszám  | Több. hely. száma | Hely.           | Több. hely. száma | Hely. | 1                              | 2                              | 3                              | 4                              | 5                              | 6                              | 7                              | 8                              | 9                              | Több. hely. száma | Több. hely. össz. | Hely. össz. | Pont       | Helyezés   |
| -------------------------- | ------------ | ----------------- | --------------- | ----------------- | ----- | ------------------------------ | ------------------------------ | ------------------------------ | ------------------------------ | ------------------------------ | ------------------------------ | ------------------------------ | ------------------------------ | ------------------------------ | ----------------- | ----------------- | ----------- | ---------- | ---------- |
| Donald Jackson             | Férfi egyéni | 7×4+              | 4.              | 9×2+              | 2.    | 5,0                            | 2,0                            | 3,0                            | 3,0                            | 4,0                            | 3,0                            | 4,0                            | 4,0                            | 3,0                            | 5×3+              | 14,0              | 31,0        | 1401,0     |            |
| Donald McPherson           | Férfi egyéni | 5×12+             | 13.             | 7×7+              | 7.    | 11,0                           | 10,0                           | 10,0                           | 10,0                           | 8,0                            | 8,0                            | 8,0                            | 10,0                           | 8,0                            | 8×10+             | 72,0              | 83,0        | 1279,7     | 10.        |
| Sandra Tewkesbury          | Női egyéni   | 5×10+             | 10.             | 6×10+             | 9.    | 10,0                           | 6,0                            | 10,0                           | 9,0                            | 10,0                           | 11,0                           | 5,0                            | 10,0                           | 7,0                            | 8×10+             | 67,0              | 78,0        | 1296,1     | 10.        |
| Wendy Griner               | Női egyéni   | 5×13+             | 13.             | 5×9+              | 8.    | 13,0                           | 12,0                           | 12,0                           | 8,0                            | 12,0                           | 10,0                           | 7,0                            | 12,0                           | 12,0                           | 8×12+             | 85,0              | 98,0        | 1275,0     | 12.        |
| Barbara Wagner Robert Paul | Páros        |                   |                 |                   |       | 1,0                            | 1,0                            | 1,0                            | 1,0                            | 1,0                            | 1,0                            | 1,0                            |                                |                                | 7×1+              | 7,0               | 7,0         | 80,4       |            |
| Maria Jelinek Otto Jelinek | Páros        |                   |                 |                   |       | 2,0                            | 4,0                            | 4,0                            | 3,0                            | 4,0                            | 7,0                            | 2,0                            |                                |                                | 6×4+              | 19,0              | 26,0        | 75,9       | 4.         |

## Sífutás
Férfi
| Versenyző        | Versenyszám | Eredmény  | Helyezés |
| ---------------- | ----------- | --------- | -------- |
| Clarence Servold | 15 km       | 57:04,7   | 35.      |
| Clarence Servold | 30 km       | 2:06:37,9 | 36.      |
| Irvin Servold    | 15 km       | 59:42,0   | 47.      |
| Irvin Servold    | 30 km       | 2:11:50,4 | 40.      |

## Síugrás
| Versenyző        | 1. ugrás | 1. ugrás | 1. ugrás | 2. ugrás | 2. ugrás | 2. ugrás | Összesítés | Összesítés |
| Versenyző        | Távolság | Pont     | Hely.    | Távolság | Pont     | Hely.    | Pont       | Helyezés   |
| ---------------- | -------- | -------- | -------- | -------- | -------- | -------- | ---------- | ---------- |
| Alois Moser      | 62,0     | 71,4     | 45.      | 64,0     | 79,7     | 43.      | 151,1      | 44.        |
| Jacques Charland | 76,5     | 91,0     | 35.      | 73,5     | 95,3     | 35.      | 186,3      | 33.        |
| Gerry Gravelle   | 79,5     | 94,4     | 30.      | 70,0     | 91,0     | 39.      | 185,4      | 34.*       |

* - egy másik versenyzővel azonos eredményt ért el